# Kościół bł. Piotra Jerzego Frassati w Wojcieszowie
Kościół błogosławionego Piotra Jerzego Frassati – rzymskokatolicki kościół pomocniczy należący do parafii Wniebowzięcia Najświętszej Maryi Panny w Wojcieszowie (dekanat Jelenia Góra Wschód diecezji legnickiej).

## Architektura
Jest to dawna świątynia ewangelicka wybudowana w latach 1742–1745 w stylu barokowym przez mistrza Jakuba z Legnicy. Odrestaurowano ją w 1901 roku. Budowla jest murowana i posiada prostokątne wnętrze, w którym znajdują się kondygnacje drewnianych empor.
Do kościoła od strony zachodniej jest dobudowana pięciokondygnacyjna wieża, natomiast ściany są ozdobione dwoma rzędami okien. Obecnie świątynia jest nieczynna i popada w ruinę. W grudniu 1999 roku została przejęta przez parafię Wniebowzięcia Najświętszej Maryi Panny w Wojcieszowie.